# Piaggio Aero
Piaggio Aero Industries es una empresa fabricante de aeronaves italiana, que surgió de la compañía Rinaldo Piaggio SPA. Es una de las compañías fabricantes de aeronaves más antigua del mundo, y dispone de distintos modelos fabricados a lo largo de la historia de la aviación.
En la actualidad, Piaggio Aero Industries es una compañía aeroespacial que diseña, desarrolla, construye y mantiene aeronaves, motores de aviación y elementos estructurales de los aviones. Piaggio Aero Industries fue creada en noviembre de 1998, cuando un grupo de accionistas, encabezados por Piero Ferrari y Josè Di Mase adquirieron los activos de la antigua Rinaldo Piaggio S.p.A.
También existe una empresa subsidiaria en los Estados Unidos, Piaggio America, situada en West Palm Beach, en el estado de Florida.

## Aeronaves fabricadas
- Piaggio P.2
- Piaggio P.3
- Piaggio P.6
- Piaggio P.7
- Piaggio P.8
- Piaggio P.9
- Piaggio P.10
- Piaggio P.11
- Piaggio P.16
- Piaggio P.23
- Piaggio P.23R
- Piaggio P.32
- Piaggio P.50
- Piaggio P.108
- Piaggio P.111
- Piaggio P.119
- Piaggio P.136
- Piaggio P.149
- Piaggio P.150
- Piaggio P.166
- Piaggio P.180 Avanti
- Piaggio PD.808
- Piaggio P1XX